# Середа (Белгородская область)
Середа — село в Шебекинском районе (городском округе) Белгородской области России.

## Географическое положение
Село расположено в 26 километрах к юго-западу от Шебекино и в 40 километрах к югу от Белгорода на берегу реки Муром (изначально на её правом берегу в месте впадения в Муром правого притока — балки Проворотный яр; на юго-западе Шебекинского района, на границе с Украиной.
Ниже по течению реки на расстоянии менее 1 км расположено село Зелёное (Украина); выше по течению на расстоянии 8 км расположено село Муром.

## История
Исторически, село включило в себя следующие бывшие населённые пункты: Муравлево (с востока), Чуркин (с северо-востока), Безбожный (с запада).
- В 1860-х годах на военно-топографических картах Шуберта Середы и окрестных хуторов нет.[3]
- В 1937—1941 годах[7], перед ВОВ, в селе Середа́, располагавшемся на правом (северном) берегу реки Муром, был 41 двор и ветряная мельница[1].
- В 1937-41 г.г.[7] в селе Муравлёво, располагавшемся на левом (южном) берегу реки Муром, было 73 двора[4].
- В 1937-41 г.г.[7] в селе (хуторе) Чу́ркин, располагавшемся на правом берегу реки Муром, были 70 дворов, колодец и табор.[5].
- В 1937-41 г.г.[7] на хуторе Безбо́жный, располагавшемся на левом берегу реки Муром, был 21 двор[6].
- В 1941 году в селе (хуторе) Выско́кий (ныне нежилом) было 37 дворов.[7]

### Великая Отечественная война
- С конца октября 1941 по февраль 1943 и с конца марта по 9 августа 1943 село было оккупировано нацистами.
- Во время Великой Отечественной войны село было сожжено немцами и венгерским батальоном. На территории села велись кровопролитные сражения Курской битвы.

Курское сражение проходило как раз через наше село Середа Шебекинского района, почти полностью сожжённое и уничтоженное немцами и находившимся в нём венгерским батальоном… Мы родились на вконец разрушенной за годы войны земле и своими глазами видели все ужасы её последствий, испепелённой или задетой войной. Буквально каждый метр, если не каждый сантиметр, освобождённой от врага территории был изрыт разрывами снарядов, осколков и пуль; все ближайшие окру́ги, леса, овраги были натыканы неразорвавшимися минами и бомбами. На наших глазах уже после войны случались жуткие трагедии, когда взрывались дети или трактора, пахавшие землю. — «АПК»

### После войны
- После Великой Отечественной войны[когда?]

 хутора Безбожный, Чуркин и село Муравлево были присоединены к селу Середа.
- После ВОВ (до 1980-х) хутор Выскокий стал нежилым.
- В 1954 году в селе у здания клуба был открыт памятник павшим советским воинам Великой Отечественной войны.[9]
- С 2004[10] до 2018 гг.[11] село входило в ныне упразднённое Муромское сельское поселение.

## Достопримечательности
Братская могила советских воинов, погибших в годы Великой Отечественной войны (1941—1943). Похоронены 18 воинов.

## Образование
МБОУ «Середнянская начальная школа — детский сад Шебекинского района Белгородской области»

## Связь
В селе имеется отделение связи Почты России номер 309278.

## Улицы
В селе имеются три улицы:
- ул. Октябрьская
- ул. Первомайская
- ул. Победы

## Население
| 2002 | 2010 |
| ---- | ---- |
| 331  | ↘327 |